# Courcelles-de-Touraine
 Courcelles-de-Touraine  es una población y comuna francesa, situada en la región de  Centro, departamento de Indre y Loira, en el distrito de Tours y cantón de Château-la-Vallière.

## Demografía
| 484 | 444 | 374 | 360 | 298 | 325 |
| Para los censos de 1962 a 1999 la población legal corresponde a la población sin duplicidades (Fuente: INSEE [Consultar]) |     |     |     |     |     |